# أريجو ليفي
أريجو ليفي (1926 - 2020)، هو صحفي، كاتب، ومذيع تلفزيون إيطالي.
ولد في 17 يوليو 1926 بمدينة مودينا من عائلة يهودية الأصل (كان والده إنزو محامياً مشهوراً في مودينا)، في عام 1938 عندما كان في الثانية عشرة من عمره انتقل مع عائلته إلى الأرجنتين هربًا من الإضطهاد الفاشي. أكمل دراسته في بوينس آيرس، وفي عام 1943 بدأ حياته المهنية في الصحافة كمدير لإيطاليا ليبيرا (إيطاليا الحرة).
توفي في 24 أغسطس 2020 في مسقط رأسه مودينا عن عمر يناهز 94 عامًا.

## من مؤلفاته
- اقتصاد الولايات المتحدة اليوم - أمريكا في ازدهار (1966).
- القوة في روسيا من ستالين إلى بريجنيف (1967).
- التلفزيون الإيطالي (1969).
- فكرة عن إيطاليا (1979).
- الشيوعية من بودابست إلى براغ 1956-1958 (نشر 1969).
- بين الشرق والغرب (1990).
- يتسحاق رابين، 1210 يومًا من أجل السلام (1996).
- تقرير الشرق الأوسط (1998).
- روسيا القرن العشرين : تاريخ أوروبي (1999).
- حوارات الألفية الأخيرة (1999).
- حوارات حول الإيمان (2000).
- أمريكا اللاتينية: ذكريات وعودة (2004).

## الجوائز وشهادات التقدير
- وسام استحقاق الجمهورية الإيطالية (1991).
- جائزة ترينتو للصحافة (1987)
- «Luigi Barzini Prize» كأفضل مراسل لعام 1995.
- جائزة ايشيا للصحافة الدولية (2001).
- جائزة غيداريلو (2006).